# Agamé

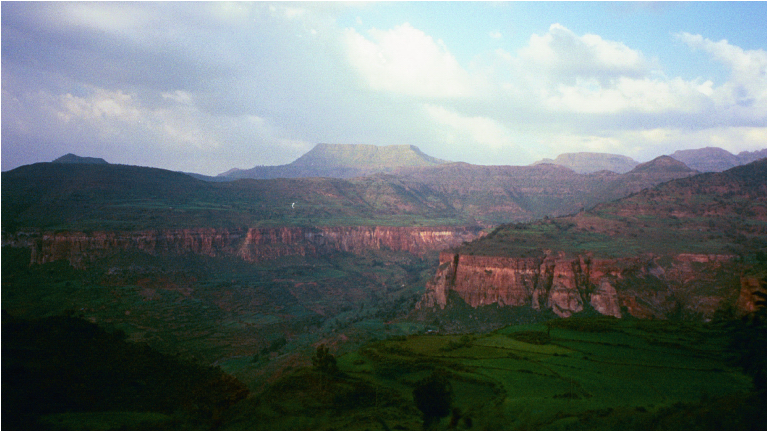
Un canyon à l'ouest d'Adigrat dans le nord du Tigré, en Éthiopie

Pour les articles homonymes, voir Agame.
L'Agamé (Tigrinya ዓጋመ ʿāgāme, Amharique ዓጋሜ āgāmē, "fructueux") est une ancienne province du nord de l'Éthiopie qui fait aujourd'hui partie de la région du Tigré. Elle avait pour capitale la ville d'Adigrat.
La légende indique que Makeda, la Reine de Saba, est née et a été élevée dans la province.

## Histoire
Agame était l'une des plus anciennes provinces d'Éthiopie. Elle avait fait partie du Royaume D'mt dans le nord de l'actuelle Éthiopie et l'Érythrée, puis du royaume d'Aksoum. C'était le principal centre de la culture aksoumite avec une sous culture qui séparait les deux régions de l'ouest Tigré (Shire, Axoum, Yeha), le centre de l'Érythrée (Seraye, Hamasien, et Adulis), et la zone frontalière de l'Erythrée,. La première référence à Agame était dans le Monumentum Adulitanum au début du IIIe siècle, où la province est listée comme l'un des districts conquis par un roi inconnu. À l'époque médiévale, Agame faisait partie d'une province plus vaste, la province de Bur
Les familles de l'aristocratie locale ont régné sur la province d'Agame de "l'ère des Princes" jusqu'à ce que Mengistu Haile Mariam renverse l'empereur Hailé Sélassié Ier en 1974.